# Démographie des États fédérés de Micronésie
La démographie des États fédérés de Micronésie est l’étude quantitative et qualitative des caractéristiques de la population micronésienne et de ses dynamiques, à partir de thèmes tels que la natalité, la fécondité, la mortalité, la nuptialité (ou conjugalité) et la migration. Depuis l'indépendance, les chiffres officiels de la démographie sont fournis par FSM Division of Statistics. Auparavant, ils l'ont été par les puissances japonaises et américaines occupantes.
Des années 1800 jusqu'à la fin du XIXe siècle, l'accroissement des contacts s'accompagne d'une introduction fréquente de maladies infectieuses qui dévastent les îles. De la domination allemande jusqu'à la fin de l'occupation japonaise en 1944, l'introduction de la médecine occidentale permet une maîtrise des épidémies et une diminution des maladies endémiques. Après la fin de la Seconde Guerre mondiale et l'instauration de la Tutelle assurée par les États-Unis, la population micronésienne connaît une croissance soutenue et rapide ainsi qu'un allongement de l'espérance de vie.
En avril 2010, date du dernier recensement, les États fédérés de Micronésie comptent 102 843 habitants. En avril 2022, il est projeté une population de 105 198 habitants.
L'émigration joue un rôle important dans le faible taux de croissance de la population.
L’indicateur conjoncturel de fécondité est estimé à 2,37 en 2018. Il est suffisant pour assurer le renouvellement des générations. L’espérance de vie s'élève en 2020 à 75,6 ans pour les femmes et 71,3 ans pour les hommes.

## Élaboration des chiffres de la démographie
Les premiers chiffres fiables de la démographie micronésienne sont apparus à partir de 1920 avec des recensements effectués par les Japonais exerçant leur autorité dans le cadre du Mandat des îles du Pacifique. Les autorités américaines du Territoire sous tutelle des îles du Pacifique ont à nouveau procédé à des recensements à compter de 1958.
La FSM Division of Statistics (Federated States of Micronesia Division of Statistics) est chargé depuis l'indépendance de la production, de l'analyse et de la publication des statistiques officielles aux États fédérés de Micronésie, dont celles relatives à la population, recueillies au travers de recensements périodiques, et d'en traduire différentes analyses tant nationales que locales.

## Évolution du nombre d'habitants
La population d'un pays comprend l’ensemble des ressortissants du pays considéré, présents ou temporairement absents, ainsi que les étrangers résidant de manière permanente dans ce pays. La population totale inclut les forces armées nationales stationnées à l’étranger, les marins marchands en mer, le personnel diplomatique à l’étranger, les étrangers civils résidant dans le pays et les personnes déplacées résidant dans le pays. Elle exclut : les forces armées étrangères stationnées dans le pays, le personnel diplomatique étranger, les civils étrangers résidant temporairement dans le pays.
Au moment de l'arrivée des Européens dans l'océan Pacifique, les populations micronésiennes, peu nombreuses, ont atteint un équilibre démographique. Mais, dans la première moitié du XIXe siècle, l'intensification des contacts provoque un important déclin démographique. Les autochtones sont en effet soumis à de nouvelles bactéries et virus. Aux effets ravageurs de ces maladies s'ajoute la dépendance à l'alcool, substance que découvrent les Micronésiens. À l'arrivée des Japonais fin 1914, légalisée par le Mandat des îles du Pacifique, la démographie des populations autochtones, après avoir fortement baissé, stagne désormais hormis dans le district de Yap où elle continue de diminuer en raison des maladies,. L'introduction de la médecine occidentale, entre autres de la vaccination, et de mesures de santé et d'assainissement permet une maîtrise des épidémies et une diminution des maladies endémiques parasitaires, respiratoires et gastro-intestinales.
Lorsque les États-Unis s'installent dans le cadre du Territoire sous tutelle des îles du Pacifique, les insulaires sont généralement en mauvaise santé même s'ils se sont bien remis de l'immédiat après-guerre. Dès la fin des années 1940, le taux de natalité remonte, celui des décès descend et l'espérance de vie augmente. Mis sous pression dans les années 1960 par les rapports négatifs de l'ONU concernant la gestion du territoire, les États-Unis augmentent considérablement, entre autres, le budget de la santé. Après le milieu des années 1950 et jusque dans les années 1980, les populations de chaque État ont connu une croissance soutenue et rapide que n'a pas contrecarré une légère augmentation de la mobilité vers d'autres îles du Pacifique, conséquence de l'afflux d'aide au développement. La croissance du nombre d'habitants s'est ensuite considérablement ralentie dans les années 1990, en grande partie à cause de l'augmentation de l'émigration après l'entrée en vigueur du Traité de libre-association en 1986. Il accorde aux citoyens micronésiens le droit d'entrer, de résider et de travailler partout aux États-Unis et dans ses territoires, y compris Guam et les îles Mariannes du Nord. Entre 12 800 et 17 100 micronésiens y habitent probablement en 2000. En 1997, 3 085 micronésiens ont élu domicile à Hawaï, en 2000, 6 983 vivent à Guam, 2 197 aux îles Mariannes du Nord. 
Trois facteurs expliquent cette mobilité externe. Premièrement, l'injection de fonds par les États-Unis et le développement d'une économie salariale ont sapé l'économie de subsistance qui prédominait jusque dans les années 1960. Les besoins en emploi salarié ont poussé de nombreux ménages, qui ne produisaient plus les besoins de subsistance de base, à migrer vers les principaux centres de population du pays, bassins d'emplois.  
Deuxièmement, la politique d'éducation universelle et le développement de l'infrastructure éducative ont entraîné une spectaculaire augmentation du nombre de diplômés dans les années 1970. À la migration interne des étudiants vers les centres d'éducation s'est ajoutée le déplacement interne des diplômés vers les bassins d'emplois.  
Enfin, après l'indépendance des États fédérés de Micronésie, l'administration américaine a considérablement réduit ses apports à l'économie micronésienne, provoquant une contraction rapide de l'économie entraînant la perte d'emplois existants. Dans les années 1980, de nombreux anciens migrants ont préféré retourner dans leurs îles d'origine.

Ces trois politiques du gouvernement des États-Unis ont contribué à créer une population de plus en plus dépendante des salaires, éduquée, sans emploi ou sous-employée et mobile. Combinées aux pressions associées à une croissance rapide, ces tendances ont créé une population mûre pour la migration internationale. Dans le dernier quart du XXe siècle, chaque année, plus d'un tiers des adultes de plus de 25 % les plus hautement qualifiés quittent les États fédérés de Micronésie pour un pays de l'OCDE.
| 1920   | 1925   | 1930   | 1935   | 1958   | 1967   | 1973   |
| ------ | ------ | ------ | ------ | ------ | ------ | ------ |
| 29 660 | 29 810 | 29 727 | 29 920 | 39 289 | 50 172 | 62 357 |

| 1980   | 1989   | 1994    | 2000    | 2010    | - | - |
| ------ | ------ | ------- | ------- | ------- | - | - |
| 73 159 | 95 740 | 105 506 | 107 008 | 102 624 | - | - |

## Répartition de la population

### Répartition par sexe et par âge
| Âges      | Micronésie | Chuuk | Kosrae | Pohnpei | Yap   |
| --------- | ---------- | ----- | ------ | ------- | ----- |
| Tous âges | 102,9      | 104,3 | 102,7  | 102,7   | 98,2  |
| 0-4       | 103,7      | 102,5 | 103,1  | 105,5   | 103,3 |
| 5-9       | 105,9      | 106,7 | 107,1  | 104,7   | 105,9 |
| 10-14     | 106        | 105,5 | 103    | 106     | 109,6 |
| 15-19     | 108,2      | 108,7 | 101,1  | 108,2   | 109,6 |
| 20-24     | 109,9      | 116,1 | 119    | 103,2   | 98,6  |
| 25-29     | 100,9      | 105,7 | 107,2  | 96,2    | 92,4  |
| 30-34     | 106,8      | 117,3 | 94,7   | 101     | 91,2  |
| 35-39     | 96,7       | 101   | 87,2   | 96,7    | 85,5  |
| 40-44     | 94,4       | 94,8  | 86,2   | 98,1    | 86,7  |
| 45-49     | 103,6      | 101,7 | 125,6  | 103,2   | 100,9 |
| 50-54     | 98,9       | 94,3  | 96,7   | 110,7   | 87,5  |
| 55-59     | 108,4      | 103   | 119,5  | 113,4   | 108,5 |
| 60-64     | 103,4      | 99,8  | 110    | 100,8   | 118,8 |
| 65-69     | 81,4       | 85,1  | 77,8   | 79,6    | 77    |
| 70-44     | 71,7       | 67,3  | 74,5   | 83,1    | 60,9  |
| 75+       | 61,2       | 55,9  | 72     | 67,1    | 60,3  |

|            | Total | Hommes | Femmes |
| ---------- | ----- | ------ | ------ |
| Micronésie | 21,5  | 21,1   | 21,9   |
| Chuuk      | 20,7  | 20,5   | 21     |
| Kosrae     | 21,6  | 21,4   | 21,9   |
| Pohnpei    | 21,8  | 21,4   | 22,2   |
| Pohnpei    | 25,1  | 23,8   | 26,4   |

| Hommes | Classe d’âge | Femmes |
| ------ | ------------ | ------ |
| 477    | 75+          | 780    |
| 397    | 70-74        | 554    |
| 542    | 65-69        | 666    |
| 1 176  | 60-64        | 1 137  |
| 1 856  | 55-59        | 1 712  |
| 2 306  | 50-54        | 2 332  |
| 2 648  | 45-49        | 2 556  |
| 2 703  | 40-44        | 2 864  |
| 2 899  | 35-39        | 2 997  |
| 3 404  | 30-34        | 3 188  |
| 3 822  | 25-29        | 3 788  |
| 4 865  | 20-24        | 4 427  |
| 6 172  | 15-19        | 5 706  |
| 6 521  | 10-14        | 6 154  |
| 6 138  | 5-9          | 5 795  |
| 6 129  | 0-4          | 5 913  |

| Hommes | Classe d’âge | Femmes |
| ------ | ------------ | ------ |
| 200    | 75+          | 358    |
| 171    | 70-74        | 254    |
| 235    | 65-69        | 276    |
| 511    | 60-64        | 512    |
| 800    | 55-59        | 777    |
| 948    | 50-54        | 1 005  |
| 1 166  | 45-49        | 1 147  |
| 1 201  | 40-44        | 1 267  |
| 1 357  | 35-39        | 1 343  |
| 1 692  | 30-34        | 1 442  |
| 1 899  | 25-29        | 1 796  |
| 2 470  | 20-24        | 2 127  |
| 3 078  | 15-19        | 2 831  |
| 3 109  | 10-14        | 2 946  |
| 2 966  | 5-9          | 2 780  |
| 3 031  | 0-4          | 2 956  |

| Hommes | Classe d’âge | Femmes |
| ------ | ------------ | ------ |
| 36     | 75+          | 50     |
| 35     | 70-74        | 47     |
| 49     | 65-69        | 63     |
| 99     | 60-64        | 90     |
| 147    | 55-59        | 123    |
| 176    | 50-54        | 182    |
| 201    | 45-49        | 160    |
| 156    | 40-44        | 181    |
| 156    | 35-39        | 179    |
| 179    | 30-34        | 189    |
| 222    | 25-29        | 207    |
| 301    | 20-24        | 253    |
| 364    | 15-19        | 360    |
| 418    | 10-14        | 406    |
| 408    | 5-9          | 381    |
| 405    | 0-4          | 393    |

| Hommes | Classe d’âge | Femmes |
| ------ | ------------ | ------ |
| 165    | 75+          | 246    |
| 138    | 70-74        | 166    |
| 191    | 65-69        | 240    |
| 389    | 60-64        | 386    |
| 642    | 55-59        | 566    |
| 860    | 50-54        | 777    |
| 931    | 45-49        | 902    |
| 1 020  | 40-44        | 1 040  |
| 1 079  | 35-39        | 1 116  |
| 1 158  | 30-34        | 1 146  |
| 1 312  | 25-29        | 1 364  |
| 1 684  | 20-24        | 1 631  |
| 2 114  | 15-19        | 1 953  |
| 2 299  | 10-14        | 2 168  |
| 2 149  | 5-9          | 2 053  |
| 2 103  | 0-4          | 1 993  |

| Hommes | Classe d’âge | Femmes |
| ------ | ------------ | ------ |
| 76     | 75+          | 126    |
| 53     | 70-74        | 87     |
| 67     | 65-69        | 87     |
| 177    | 60-64        | 149    |
| 267    | 55-59        | 246    |
| 322    | 50-54        | 368    |
| 350    | 45-49        | 347    |
| 326    | 40-44        | 376    |
| 307    | 35-39        | 359    |
| 375    | 30-34        | 411    |
| 389    | 25-29        | 421    |
| 410    | 20-24        | 416    |
| 616    | 15-19        | 562    |
| 695    | 10-14        | 634    |
| 615    | 5-9          | 581    |
| 590    | 0-4          | 571    |

## Sources
- (en) John Connell, « Beyond the reef: Migration an agriculture in Micronesia », ISLA : A Journal of Micronesian Studies, vol. 2, no 1,‎ 1994, p. 83-101 (lire en ligne [PDF]).
- (en) L. J. Gorenflo et Michael J. Levin, « Regional demographic change in Yap state, Federated states of Micronesia », Pacific Studies, vol. 14, no 3,‎ 1991, p. 97-145 (lire en ligne [PDF]).
- (en) L. J. Gorenflo et Michael J. Levin, « Regional demographic change in Pohnpei state, Federated states of Micronesia », Pacific Studies, vol. 15, no 1,‎ 1992, p. 1-49 (lire en ligne [PDF]).
- (en) L. J. Gorenflo, « Demographic change in Kosrae state, Federated states of Micronesia », Pacific Studies, vol. 16, no 2,‎ 1993, p. 67-118 (lire en ligne [PDF]).
- (en) L. J. Gorenflo, « Changing Regional Demography in the Federated States of Micronesia: Contrasting Planning Challenges in an Emerging Pacific Nation », Environment and Planning C: Government and Policy, vol. 11, no 2,‎ 1993, p. 123-244 (lire en ligne [PDF]).
- (en) L. J. Gorenflo, « Regional demographic change in Chuuk state, Federated states of Micronesia », Pacific Studies, vol. 18, no 3,‎ 1995, p. 47-118 (lire en ligne [PDF]).
- (en) L. J. Gorenflo et Michael J. Levin, « Changing migration patterns in the Federated States of Micronesia », ISLA: A Journal of Micronesian Studies, vol. 3, no 1,‎ 1995, p. 29-71 (lire en ligne [PDF]).
- (en) Michael J. Levin et L. J. Gorenflo, « Demographic controls and shifting adaptative constraints on Eauripik atoll », ISLA : A Journal of Micronesian Studies, vol. 2, no 1,‎ 1994, p. 103-145 (lire en ligne [PDF]).
- (en) Richard Taylor, Nancy Davis Leswis et Sure Levy, « Societies in Transition:Mortality Patterns in Pacific Island Poplations », International Journal of Epidemiology, vol. 18, no 3,‎ 1989, p. 634–646 (ISSN 0300-5771 et 1464-3685, DOI 10.1093/ije/18.3.634, lire en ligne, consulté le 18 janvier 2023).
- Jean-Louis Rallu, « La démographie de l'Océanie des années 1950 aux années 2000 », Population, vol. 65, no 1,‎ 2010, p. 9-115 (ISSN 0032-4663 et 1957-7966, DOI 10.3917/popu.1001.0009, lire en ligne, consulté le 20 janvier 2023)
- Autres :

1. ↑  Indicateurs du World-Factbook publié par la CIA.
2. ↑  Le taux de variation de la population 2018 correspond à la somme du solde naturel 2018 et du solde migratoire 2018 divisée par la population au 1er janvier 2018.
3. ↑  Indicateurs du World-Factbook publié par la CIA.
4. ↑  L'indicateur conjoncturel de fécondité (ICF) pour 2018 est la somme des taux de fécondité par âge observés en 2018. Cet indicateur peut être interprété comme le nombre moyen d'enfants qu'aurait une génération fictive de femmes qui connaîtrait, tout au long de leur vie féconde, les taux de fécondité par âge observés en 2018. Il est exprimé en nombre d’enfants par femme. C’est un indicateur synthétique des taux de fécondité par âge de 2018.
5. ↑  Indicateurs du World-Factbook publié par la CIA.
6. ↑   Le taux de natalité 2018 est le rapport du nombre de naissances vivantes en 2018 à la population totale moyenne de 2018.
7. ↑  Indicateurs du World-Factbook publié par la CIA.
8. ↑   Le taux de mortalité 2018 est le rapport du nombre de décès, au cours de 2018, à la population moyenne de 2018.
9. ↑  Indicateurs du World-Factbook publié par la CIA.
10. ↑  Le taux de mortalité infantile est le rapport entre le nombre d'enfants décédés à moins d'un an et l'ensemble des enfants nés vivants.
11. ↑  L'espérance de vie à la naissance en 2018 est égale à la durée de vie moyenne d'une génération fictive qui connaîtrait tout au long de son existence les conditions de mortalité par âge de 2018. C'est un indicateur synthétique des taux de mortalité par âge de 2018.
12. ↑  L'âge médian est l'âge qui divise la population en deux groupes numériquement égaux, la moitié est plus jeune et l'autre moitié est plus âgée.
13. ↑  « Population - définition », sur data.oecd.org (consulté le 21 décembre 2019)
14. 1 2  (en) Neil MacNaughton et Melissa L. Jones, « Health Concerns of Micronesian Peoples », Journal of Transcultural Nursing, vol. 24, no 3,‎ 2013, p. 305-312 (lire en ligne).
15. 1 2  (en) Mark R. Peattie, Nan'yo : The Rise and Fall of the Japanese in Micronesia (1885-1945), Honolulu, University of Hawaii Press, 1988, XXII-382 p., p. 86-89.
16. 1 2 3  (en) Francis X. Hezel, « Disease in Micronesia: A Historical Survey », Pacific Health Dialogue,‎ 2010, p. 11-26 (lire en ligne)
17. ↑  (en) Donald H. Rubinstein, « Staking Ground: Medical Anthropology, Health, and Medical Services in Micronesia », dans Robert C. Kiste et Mac Marshall, American Anthropology in Micronesia, An Assessment, Hawaï, University of Hawai'i Press, 1999, 648 p. (ISBN 9780824820176), p. 327-359.
18. 1 2 3 4 5 6 7  (en) Elizabeth Grieco, « The Federated States of Micronesia: The "Push" to Migrate », Migration Information Source,‎ 1er juillet 2003 (lire en ligne, consulté le 16 janvier 2023)
19. ↑  Cécily Defoort, « Tendances de long terme des migrations internationales : analyse à partir des six principaux pays receveurs », Population, vol. Vol. 63, no 2,‎ 8 octobre 2008, p. 317–351 (ISSN 0032-4663, DOI 10.3917/popu.802.0317, lire en ligne, consulté le 20 janvier 2023)
20. ↑  (en) « Census of 1994 », pacificweb.org (consulté le 6 mars 2015)
21. ↑  (en) « Census of 2010 », pacificweb.org (consulté le 6 mars 2015)